# Брутія Криспіна

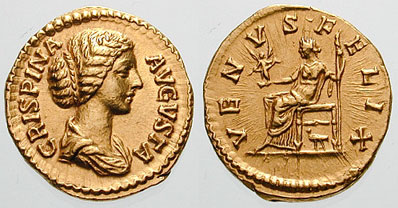
Монета з зображенням Брутії Криспіни

Брутія Криспіна (164, Рим, Римська імперія — 188, острів Капрі, Римська імперія) — дружина римського імператора Коммода.

## Життєпис
Походила з роду нобілів Брутіїв. Донька Гая Брутія Презента, консула 153 року, та Лаберії Криспіни.
Улітку 178 імператор Марк Аврелій уклав шлюб поміж Брутією Криспіною та своїм сином Коммодом. Це робилося згідно з планом імператора по зв'язуванню найвидатніших римських військовиків з імператорською родиною. Відразу після весілля Криспіна отримала титул августи. Втім становище Брутії похитнулися після замаху на Коммода у 182 з боку Марка Уммідія Квадрата Анніана. Коммод вцілів, стратив Уммідія й разом з тим взяв до себе його коханку Марцію. Після цього Марція фактично стала дружиною імператора, відсунувши у бік августу. В цьому ж році Брутію Криспіну відправлено у заслання на острів Капрі, а у 188 за наказом Коммода вбито.